# Harold Hewitt
Harold Neil Hewitt, född 2 september 1938, är en australisk före detta roddare.
Hewitt blev olympisk bronsmedaljör i åtta med styrman vid sommarspelen 1956 i Melbourne.